# بازگشتگان (فیلم)
بازگشتگان (فرانسوی: Les Revenants‎) یک فیلم ترسناک با موضوعِ مردگان متحرک به کارگردانی ربان کامپیلو است که در سال ۲۰۰۴ منتشر شد.
این فیلم در «جشنوارهٔ فیلم‌های فانتزی» در هامبورگ آلمان، جشنواره فیلم ونیز ایتالیا و جشنواره بین‌المللی فیلم تورنتو در کانادا به نمایش درآمد و در بررسیِ جمعیِ نقدها در پایگاه اینترنتی «راتن تومیتوز»، امتیاز ۷۸٪ را دریافت کرد که میانگین ۶٫۲/۱۰ داشت.

## بازیگران
- ژرالدین پلاس
- فردریک پیرو
- ژونتان زکی
- کاترین سمی
- ویکتور گاریویه
- جمال بارک
- ماری ماترون
- سعدی دُلا